# Зейрек
„Зейрек“ (на турски: Zeyrek) е квартал на Истанбул, разположен в градска околия Фатих. Общата му площ е 0,31 км2. Според данни на Адресната система за регистриране на населението (ABPRS) към 2024 г. населението на „Зейрек“ е 12 465 жители.